# Move Ya Body
Move Ya Body – utwór pop/hip-hop napisany przez Quennela „Q” Worthy’ego, Aarona Warthy’ego oraz Barnarda Graya dla Joany Zimmer na jej czwarty studyjny album Miss JZ (2010). Kompozycja została wydana jako drugi singel promujący album dnia 30 lipca 2010 roku. Piosenka została nagrana ze specjalnym udziałem rapera „Double-A”.
Singel tak jak poprzedni „Till You’re Gone”, nie zajął pozycji na żadnym z oficjalnych notowań Niemiec, ale jako pierwszy z albumu zadebiutował na notowaniu „Hey Music” Radia Brelin. Debiutując w sierpniu 2010 roku, na początku września uplasował się na pierwszej pozycji notowania.
Utwór zajął #57 pozycję na notowaniu „Hey Music Top 100” podsumowującym rok 2010, z sumą punktów równą 394.

## Format singla i lista utworów
Digital Download
1. Move Ya Body – 3:37

Digital Download
1. Move Ya Body – 3:37
2. Move Ya Body (Hands Up Remix) – 6:47

## Pozycje na listach
Notowania radiowe
| Kraj   | Notowanie (2010) | Wydawca      | Najwyższa pozycja | Data osiągnięcia pozycji szczytowej |
| ------ | ---------------- | ------------ | ----------------- | ----------------------------------- |
| Niemcy | Hey Music        | Radio Berlin | 1                 | 2010-09                             |

## Personel
- Wokal: Joana Zimmer, Double-A
- Słowa: Quennel „Q” Worthy, Aaron Warthy, Barnard Gray
- Wokal wspomagający: Taraje Fashaw